# Donja Bučica
Donja Bučica falu Horvátországban, Sziszek-Monoszló megyében. Közigazgatásilag Glinához tartozik.

## Fekvése
Sziszek városától légvonalban 30, közúton 42 km-re nyugatra, községközpontjától légvonalban 13, közúton 21 km-re északnyugatra fekszik. Nevének előtagja az innen északra fekvő Gornja Bučicától különbözteti meg. A két település közül Donja Bučica fekszik alacsonyabban, ezért kapta az „alsó” jelzőt.

## Története
Bučica neve a 13. században tűnik fel először a topuszkai cisztercita apátság birtokaként. A környék számos településéhez hasonlóan a 17. század vége felé népesült be. A katonai határőrvidék része lett. Bučica plébániáját 1789-ben alapították, templomát 1836-ban építették Gornja Bučicán. A 18. század közepén megalakult a Glina központú első báni ezred, melynek fennhatósága alá ez a vidék is tartozott. 1881-ben megszűnt a katonai közigazgatás. 1890-ben 281, 1931-ben 377 lakosa volt. 1918-ban az új szerb-horvát-szlovén állam, majd később Jugoszlávia része lett. A második világháború idején a Független Horvát Állam része volt. 1991. június 25-én a frissen kikiáltott független Horvátország része lett. A szerb erők 1991. október 4-én elfoglalták és lerombolták, horvát lakosságát elűzték. Csak 1995. augusztus 8-án a Vihar hadművelettel szabadította fel a horvát hadsereg. 2011-ben 54 lakosa volt, akik földműveléssel, állattartással foglalkoztak.

## Népesség
| Lakosság változása | Lakosság változása | Lakosság változása | Lakosság változása | Lakosság változása | Lakosság változása | Lakosság változása | Lakosság változása | Lakosság változása | Lakosság változása | Lakosság változása | Lakosság változása | Lakosság változása | Lakosság változása | Lakosság változása | Lakosság változása |
| ------------------ | ------------------ | ------------------ | ------------------ | ------------------ | ------------------ | ------------------ | ------------------ | ------------------ | ------------------ | ------------------ | ------------------ | ------------------ | ------------------ | ------------------ | ------------------ |
| 1857               | 1869               | 1880               | 1890               | 1900               | 1910               | 1921               | 1931               | 1948               | 1953               | 1961               | 1971               | 1981               | 1991               | 2001               | 2011               |
| 0                  | 0                  | 0                  | 281                | 298                | 0                  | 0                  | 0                  | 377                | 321                | 328                | 274                | 226                | 174                | 114                | 54                 |

(1857 és 1880, valamint 1900 és 1921 között lakosságát Bučica néven Gornja Bučicához számították.)

## Nevezetességei
A településen egy régi vízimalom található.